# 聖麗塔角
64°15′S 57°16′W / 64.250°S 57.267°W
聖麗塔角（Saint Rita Point），是南極洲的海岬，位於葛拉漢地的詹姆斯羅斯島東部，處於古爾登冰川終點以北，名稱在1959年阿根廷地圖出現，現時由南極條約體系管理。